# Anne-Pascale Clairembourg
Anne-Pascale Clairembourg, née le 3 avril 1975 à Schaerbeek, est une actrice belge.

## Biographie
Anne-Pascale Clairembourg est sortie de l’IAD (Institut des arts de diffusion) en 2000. Depuis, on a pu la voir dans de nombreux spectacles dont Le Ventriloque et Jours de pluie mis en scène par Miriam Youssef (ZUT), La Princesse Maleine de Maeterlinck, mis en scène par Jasmina Douieb (ZUT, Le Public), Le Moine noir de Tchékhov mis en scène par Denis Marleau, Bérénice de Racine mis en scène par Philippe Sireuil (Martyrs), Britannicus de Racine mis en scène par George Lini (Atelier 210 et tournée), L’enfant froid de Von Mayenburg mis en scène par Laurent Capelluto (ZUT), La Société des loisirs d’Archambault mis en scène par Patrice Mincke (ZUT et Toison d’Or), Est-ce qu’on ne pourrait pas s’aimer un peu ? mis en scène par Jaco Van Dormael, Théâtre sans animaux de Ribes mis en scène par Eric de Staercke (Théâtre de la place des Martyrs), Oncle Vania de Tchékhov et L'Échange de Claudel mis en scène par Elvire Brison (Théâtre de la vie, Théâtre de la Place des Martyrs), I would prefer not to mis en scène par Selma Alaoui (Théâtre Les Tanneurs)...
Elle a également tourné dans des courts et longs métrages et a suivi une formation en chant, danse, piano et claquettes. En février 2013, elle reçoit le Magritte du meilleur espoir féminin pour son rôle dans Mobile Home de François Pirot.

## Filmographie

### Cinéma
- 1996 : Les Aveux de l'innocent : La serveuse restaurant
- 2004 : Les Demoiselles : Hermine
- 2007 : Deux sœurs : la mère
- 2009 : Pour un fils : L'infirmière
- 2010 : Transparente : Eve
- 2011 : De leur vivant : Justine
- 2011 : Les Tribulations d'une caissière : Journaliste manifestation
- 2012 : Mobile Home : Sylvie
- 2013 : Partouze : Céline
- 2014 : Être : Lisa
- 2015 : Le Tout Nouveau Testament : la mère de Willy
- 2016 : Un homme à la mer : Collègue Labo
- 2016 : L'Ombre d'un autre : Beatrice
- 2016 : Tamara : Copine Amandine
- 2017 : Swim
- 2020 : Police : Martine
- 2021 : Un monde de Laura Wandel

### Télévision
- 2016 : La Trêve (série télévisée) : la graphologue
- 2017 : La Forêt (série télévisée) : Audrey Rinkert, mère de Max
- 2017 : Unité 42 (série télévisée) : Fabienne et[réf. nécessaire] Sandra Magnot
- 2020 : L'Agent immobilier (mini-série) d'Etgar Keret et Shira Geffen : Sylvia

## Distinctions
- 2013 : Magritte du meilleur espoir féminin pour Mobile Home (2012)
- 2017 : maîtresse de cérémonie des Magritte du cinéma.
À cette occasion, une boutade en off par Hugues Dayez, célèbre critique belge, déclenche une pseudo-polémique après sa révélation en 2021[1]. Une action est menée en justice pour sexisme, que l'intéressé démentit et reconnait une blague potache et vulgaire entre collègues, et dont les propos ont été déformés[2].